# Halva

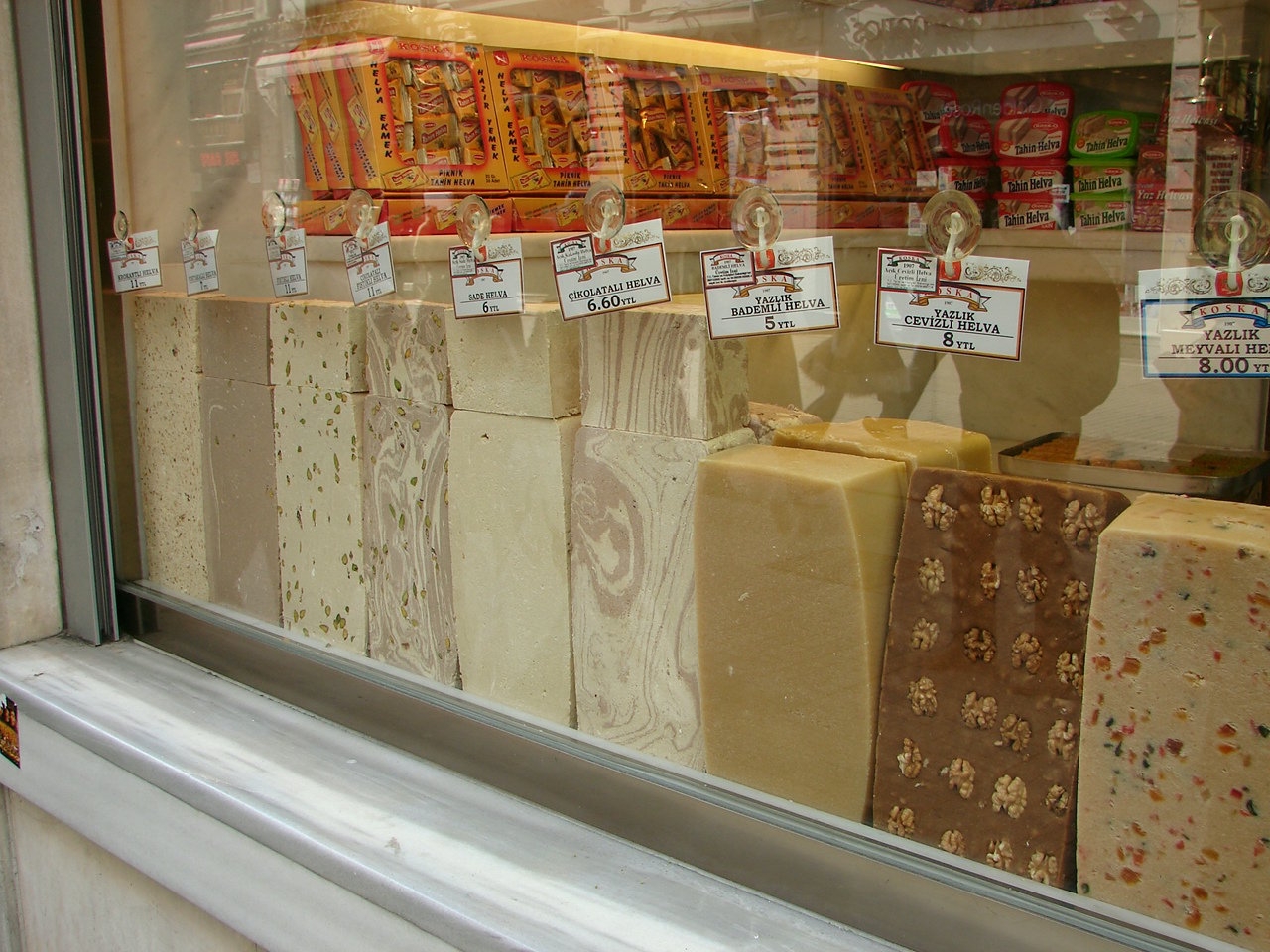
Helva de gustos diversos en una botiga de dolços d'Avinguda d'İstiklal, Istanbul.

La paraula halva (en persa: حلوا) (també halwa, halvah, halava, helva, halawa, etc. -- la forma halva és grega, jiddisch o romanesa, procedent de la forma turca helva, al seu torn procedent del mot Persa(halva)és una paraula que ve del mot àrab حلوی, i que designa tota una família de productes de confiteria a base d'una pasta dolça, relativament densa que conté sempre mel o sucre i fruites seques senceres.
Originària de la Iran, es fa tradicionalment al llarg d'una àmplia geografia que compren la península de l'Índia, l'Àsia central, el Caucas, els Balcans, el Magreb, l'Orient Mitjà i Proper i l'Europa de l'Est Mediterrània. A cada lloc i segons la gastronomia pròpia sol fer-se d'una manera particular, per exemple amb sèmola (Armènia, Turquia, Paquistan, Pèrsia) o amb pasta de sèsam dita tahina, (mediterrània oriental i Balcans). La pasta pot tenir consistències diferents, i pot contenir algun tipus de farina de llentilla o de mongeta blanca, o fins i tot polpa xafada d'algunes hortalisses com la pastanaga o la carabassa. Com a fruites seques sol contenir ametlles o festucs però pot tenir altres ingredients més originals com llavors de girasol (als països bàltics) o nous.
També se'n poden fer variants de gustos diferents, afegint-hi suc de taronja, xocolata, coco ratllat, etc. Alguns relacionen l'halva amb el nogat i amb el torró.

## Cuina i tradicions

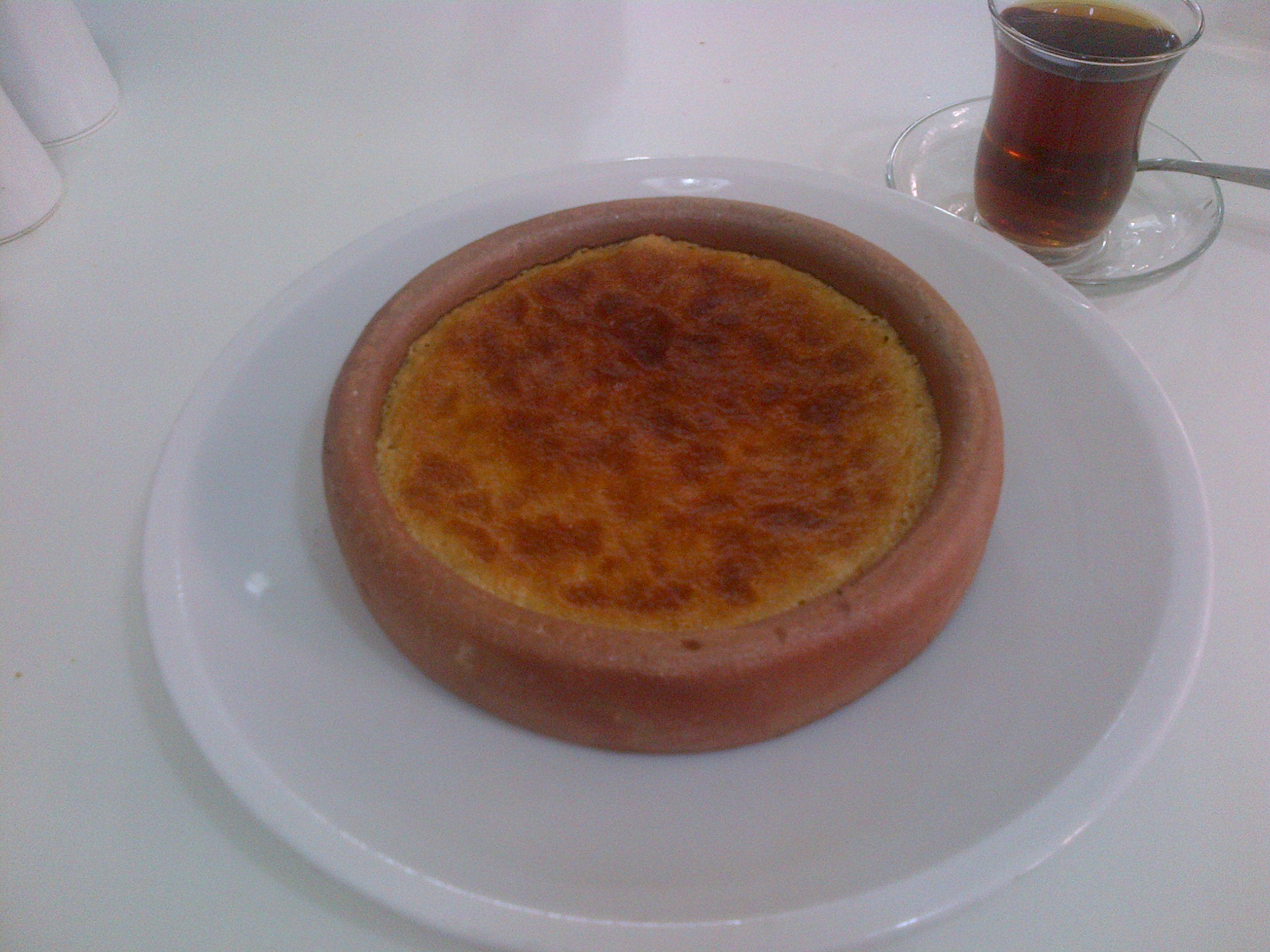
Fırın helva és "helva" al forn amb suc de llimona i llet.

En idioma turc, helva també significa dolç o postres. A la cuina turca existeixen postres com un helvası (dolç de farina), irmik helvası (dolç de sèmola), i peynir helvası (dolç de formatge).

## En la cultura popular
A Edirne, helva yemek (menjar helva) significa fer una cosa absurda.